# Новоселенский переулок
Новоселе́нский переу́лок — улица в центре Москвы в Таганском районе от Марксистской улицы.

## История
Название переулка — единственное оставшееся от былого комплекса названий XIX века: Новоселенские (ранее Новосельские) улица, площадь, переулок и бульвар. Например, Абельмановская улица какое-то время называлась Новоселенский проезд. Эти названия возникли в период застройки огородов Покровского монастыря и заселения их новосёлами.

## Описание
Новоселенский переулок начинается от Марксистской улицы (перед домом 9) недалеко от площади Крестьянская Застава и проходит на северо-восток в сторону Покровского женского монастыря, теряясь в городской застройке.

## Здания и сооружения
По нечётной стороне:
По чётной стороне:
- № 6, строение 3 — бывший Новый старообрядческий Собор Успения Пресвятой Богородицы, что на Апухтинке (1906—1909, архитектор Н. Д. Поликарпов).